# Hoofdreeksster type B
| Spectraalklasse | Straal R☉ | Massa M☉ | Teff(K) | log g |
| --------------- | --------- | -------- | ------- | ----- |
| B0 V            | 10        | 17       | 25.000  | 4     |
| B1 V            | 6,42      | 13,21    | 25.400  | 3,9   |
| B2 V            | 5,33      | 9,11     | 20.800  | 3,9   |
| B3 V            | 4,8       | 7,6      | 18.800  | 4     |
| B5 V            | 3,9       | 5,9      | 15.200  | 4     |
| B6 V            | 3,56      | 5,17     | 13.800  | 4     |
| B7 V            | 3,28      | 4,45     | 12.400  | 4,1   |
| B8 V            | 3         | 3,8      | 11.400  | 4,1   |
| B9 V            | 2,7       | 3,29     | 10.600  | 4,1   |

De belangrijkste spectraalklassen van hoofdreekssterren, van koel (links) naar heet (rechts).

Een hoofdreeksster type B (B V) is een ster op de hoofdreeks, een waterstof-fuserende ster met de spectraalklasse B en lichtkrachtklasse V (Romeinse vijf). Deze sterren bevatten 2,5 tot 16 maal de zonnemassa, met een oppervlaktetemperatuur tussen tienduizend en dertigduizend kelvin. Type B-sterren zijn extreem lichtsterk en hebben een blauw-witte kleur. In het spectrum vindt men neutraal helium, dat het sterkst aanwezig is in de B2-klasse, met matige waterstoflijnen. Voorbeelden zijn Regulus en Algol Aa1.
Dit type ster is geïntroduceerd in de Harvard Revised Photometry Catalogue in 1908. De definitie van hoofdreekssterren type B was de aanwezigheid van niet-geïoniseerde heliumlijnen met de afwezigheid van enkelvoudig geïoniseerd helium in het blauw-violette deel van het spectrum. Alle spectraalklassen kregen een cijfer achter de letter van 0 to 9 waarin men aangeeft hoever de ster verwijderd is van de volgende letterreeks. Spectraalklasse B2 is dus een vijfde deel van type B0 tot A0.
Later werden er echter, met de verbetering van de spectra, spectraallijnen van geïoniseerd helium gevonden voor het stertype B0. Ook A0-sterren vertonen zwakke lijnen van niet-geïoniseerd helium. De daaropvolgende catalogi van spectraalklassen classificeerden de sterren aan de hand van de potentie van specifieke absorptielijnen, of door de potentie van verschillende lijnen met elkaar te vergelijken. In het MK-classificatieschema heeft de spectraalklasse B0 een sterkere lijn op de 439 nanometer dan de lijn op 420. De Balmerreeks van waterstoflijnen nemen in kracht toe in het type B, deze pieken in type A2. De lijnen van geïoniseerd silicium worden gebruikt om de onderklasse van de type B-sterren te bepalen. Magnesiumlijnen maken het onderscheid voor de temperatuurklasse.
Hoofdreekssterren type B hebben geen corona en ook geen convectieve zone in de buitenste atmosfeer. Ze hebben een groter massaverlies dan kleinere sterren, met een sterrenwind met een snelheid van zo'n 3000 kilometer per seconde. De energieproductie in type B-hoofdreekssterren komt van de koolstof-stikstofcyclus, een vorm van thermonucleaire kernfusie. Omdat deze cyclus erg temperatuurgevoelig is, is de energieproductie sterk geconcentreerd rond de kern van de ster, wat een convectieve zone creëert rond deze kern. Dit veroorzaakt een stevige vermenging van waterstof met het helium bijproduct van de kernfusie. 

## Be en B[e] sterren
De hemellichamen die als "Be-ster" worden geclassificeerd zijn zeer massieve sterren, maar nog geen superreus. Ze hebben een of meerdere kenmerkende Balmerlijnen in het spectrum. De waterstoflijnen die deze sterren produceren zijn van bijzondere wetenschappelijke interesse. Men neemt over het algemeen aan dat deze Be-sterren ongewoon krachtige sterrenwinden hebben, hoge oppervlaktetemperaturen hebben en veel massa verliezen, omdat deze sterren een curieuze snelle rotatie vertonen. Deze eigenschappen staan in schril contrast met menig ander type hoofdreeksster.
De Be-ster en de B[e]-ster verschillen in spectra op die manier, dat in de B[e]-variant er zogenaamde verboden lijnen in voorkomen. Dit houdt in dat deze sterren een licht uitstralen van een proces dat normaal gesproken niet is toegestaan in de kwantummechanica. De definitie van B[e]-ster is inclusief hemellichamen die groot genoeg zijn om als een blauwe reus of een blauwe superreus te worden gekwalificeerd.

## De standaardsterren van deze spectraalklasse
De herziene versie van de Yerkes-atlas (Johnson & Morgan 1953) bevatte een duidelijk rooster van type B-dwergsterren die als standaard werden gebruikt, echter zijn er gaandeweg na gedegen vervolgonderzoek een aantal gesneuveld. De ankerpunten die ongewijzigd zijn gebleven sinds ten minste de jaren 40 van de twintigste eeuw voor de type B-hoofdreeksster zijn Thabit (upsilon Orionis) voor B0 V, Eta Aurigae voor klasse B3 V en Alkaid (eta Ursae Majoris) voor B3 V. Boven op deze ankerpunten gaf de herziene versie van de MK-classificatie in 1973 Tau Scorpii op als B0 V, Omega Scorpii voor B1 V, 42 Orionis B1 V, 22 Scorpii B2 V, Rho Aurigae B5 V en 18 Tauri B8 V. De daaropvolgende versie in 1978 voegde de volgende sterren nog toe: Graffias (beta1 Scorpii) voor B2 V, 29 Persei B3 V, HD 36936 B5 V en HD 21071 B7 V. Gray & Garrison voegde in 1994 twee B9-standaardsterren toe: Omega Fornacis en HR 2328. De enige standaard voor B4 V is 90 Leonis van Lesh uit 1968. Voor de keuze van een standaardster voor B6 V is er in de literatuur nauwelijks overeenstemming te vinden.

## Ongewone chemische eigenschappen
Sommige van de type B-hoofdreekssterren van spectraalklasse B0-B3 vertonen ongewoon sterke lijnen van niet-geïoniseerd helium. Deze hebben vaak sterke magnetische velden in hun fotosfeer. Daarentegen vindt men ook type B-sterren met juist zwakke heliumlijnen en sterke waterstof spectra. De eerder genoemde Be-sterren vertonen een opvallend emissiespectrum van waterstof. Andere chemisch ongewone type B-sterren zijn kwik-mangaan-sterren van spectraalklassen B7-B9.

## Planeten
Type B-hoofdreekssterren waarvan bekend is dat er een of meerdere planeten in omloop zijn, zijn o.a.: HIP 78530 b, de subreus Kappa Andromedae b en tevens een aantal (19 zijn er nu bekend) type B-subdwergen.

## Voorbeelden
- Algol (Beta Persei Aa1)
- Achernar (alpha Eridani)
- Eta Ursae Majoris